# Дорио
Дорио (итал. Dorio) — коммуна в Италии, располагается в регионе Ломбардия, в провинции Лекко.
Население составляет 346 человек (2008 г.), плотность населения составляет 29 чел./км². Занимает площадь 12 км². Почтовый индекс — 23824. Телефонный код — 0341.

## Демография
Динамика населения:

## Администрация коммуны
- Официальный сайт: https://web.archive.org/web/20021024122555/http://www.comune.dorio.lc.it/